# Галаново (Удмуртия)
Гала́ново — село в Каракулинском районе Удмуртии, административный центр муниципального образования «Галановское».

## География
Село располагается в юго-восточной части Удмуртии в 1,5 км от правого берега реки Камы, в 29 км к северо-востоку от районного центра села Каракулино, в 4,5 км к северо-западу от села Сухарево, в 6 км к юго-западу от деревни Дубник, в 18 км от села Вятское, в 40 км к юго-востоку от города Сарапул и в 91 км от столицы Удмуртии, города Ижевска.

## История
Впервые упоминается в «Писцовой книге Казанского уезда 1647—1656 г.» как починок в дворцовой Сарапульской волости Арской дороги Казанского уезда: «Починок Оброскин, Галаново то ж: пашни и перелогу и лесом поросли пятнатцать длинников, восмь поперечников, итого сто дватцать десятин в поле, а в дву по тому ж».
После упразднения Арской дороги в 1780 году — в Сарапульском уезде Вятского наместничества (с 1796 года — Вятской губернии).
4 ноября 1926 года был образован Каракулинский район и Галаново вошло в состав района. Постановлением ВЦИК от 22 октября 1937 года Галаново, в составе Каракулинского района, передано из Кировской области в состав Удмуртской АССР.
С 2006 года Галаново является административным центром муниципального образования «Галановское», в которое, кроме села Галанова, входит деревня Сухарево.

## Население
| 2010 | 2012 |
| ---- | ---- |
| 555  | ↘533 |

## Уроженцы
- Герои Советского Союза Николай Аркадьевич Коровин и Алексей Павлович Котельников.

## Топографические карты
- Лист карты O-40-133. Масштаб: 1 : 100 000. Состояние местности на 1982 год. Издание 1983 г.